# Het Plezante Cirkus
Het Plezante Cirkus was een Belgische stripreeks waarvan Willy Vandersteen, bekend van Suske en Wiske, de tekenaar en scenarist was.

## Verhaal
In de stripreeks haalt de ene clown, Bros, altijd grappen uit met de circusdirecteur of met de andere clown, Gust, waarna de andere circusartiesten hem een lesje leren.

## Personages
- Clown Bros
- Clown Gust
- Circusdirecteur

## Albums
- Het Plezante Cirkus 1, 1958, heruitgegeven in 1984 en in 2006
- Het Plezante Cirkus 2, 1958, heruitgegeven in 2007
- Het Plezante Cirkus 3, 1959, heruitgegeven in 2008
- Het Plezante Cirkus 4, 2009
- Het Plezante Cirkus 5, 2011